# Cosanti
En 1956, Paolo Soleri y su difunta esposa, Colly, crearon la Fundación Cosanti, una organización educacional no lucrativa dedicada al estudio de la arquitectura y planificación urbanística desarrollada por el propio Soleri. Hoy las principales áreas en que las que trabaja la fundación son:
- Divulgación a estudiantes, profesionales de diseño, planificadores urbanos y público en general acerca de los conceptos arquitectónicos y la filosofía de Paolo Soleri.

- Construcción del Arcosanti, un hábitat para 5000 personas diseñado de acuerdo al concepto de la Arcología. Este ha sido el principal proyecto de la fundación desde 1970.

- Organización de eventos artísticos y conferencias educacionales y culturales.

- Datos: Q5173837